# All Strung Out
All Strung Out è un album di Mongo Santamaría, pubblicato dalla Columbia Records nel 1969.

## Tracce
Lato A
1. Since You've Been Gone – 2:12 (I. White, A. Franklin)
2. Day Tripper – 2:50 (John Lennon, Paul McCartney)
3. Sing a Simple Song – 3:30 (S. Stone)
4. Ain't Too Proud to Beg – 2:00 (Norman Whitfield, Edward Holland)
5. Do Your Thing – 2:49 (C. Wright)
6. I Thank You – 3:06 (Isaac Hayes, David Porter)

Lato B
1. But It's Alright – 2:59 (J. Jackson, P. Tubbs)
2. Sweet Pea – 2:34 (Don Covay)
3. I Heard It Through the Grapevine – 3:18 (N. Whitfield, B. Strong)
4. Me and You, Baby (Picao y tostao) – 2:48 (Mongo Santamaría)
5. Somebody's Been Messin' – 2:38 (R. Isley, O. Isley)

## Musicisti
- Mongo Santamaría - congas, bongos
- Marty Sheller - arrangiamenti, conduttore musicale